# Műrepülés

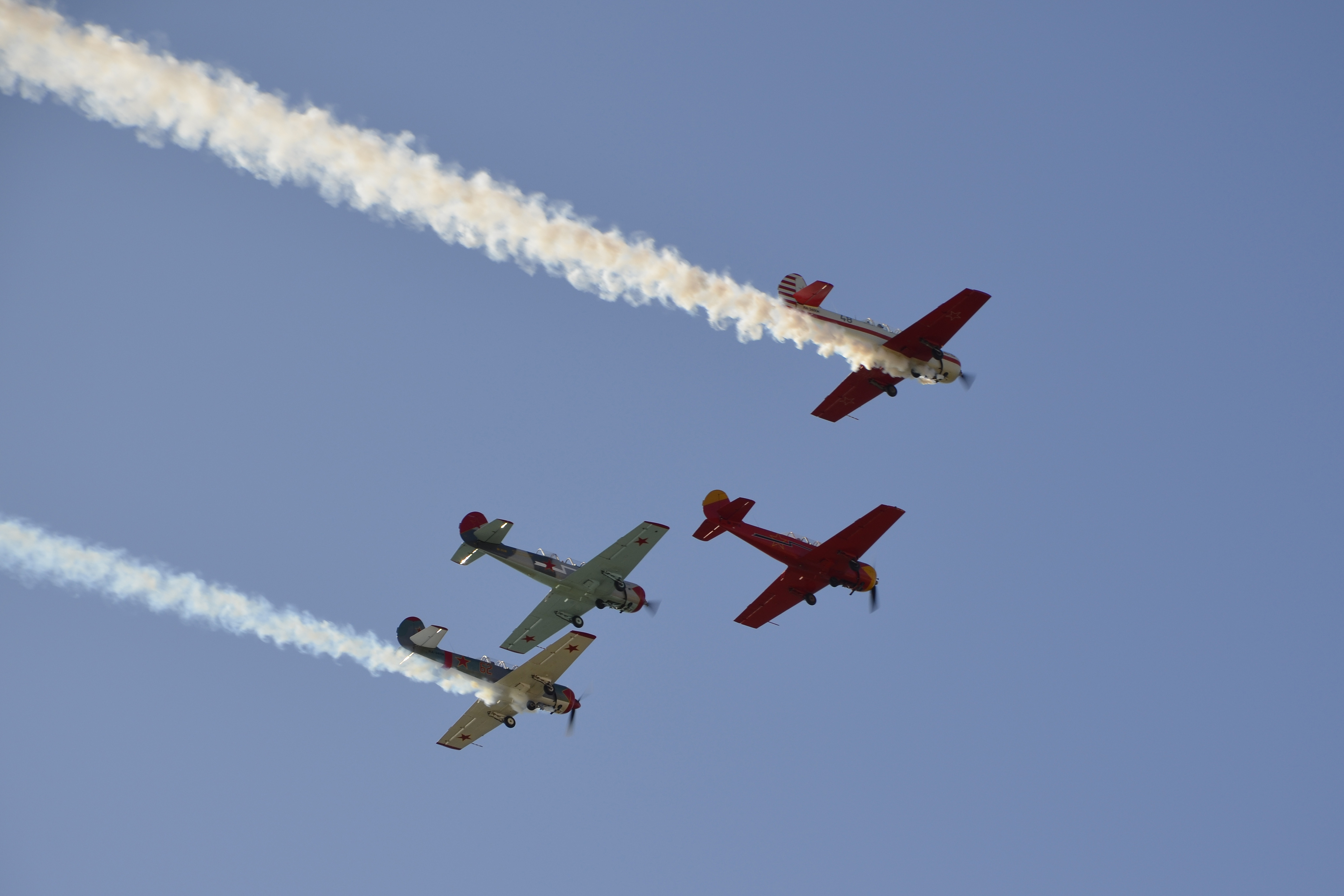
Műrepülés

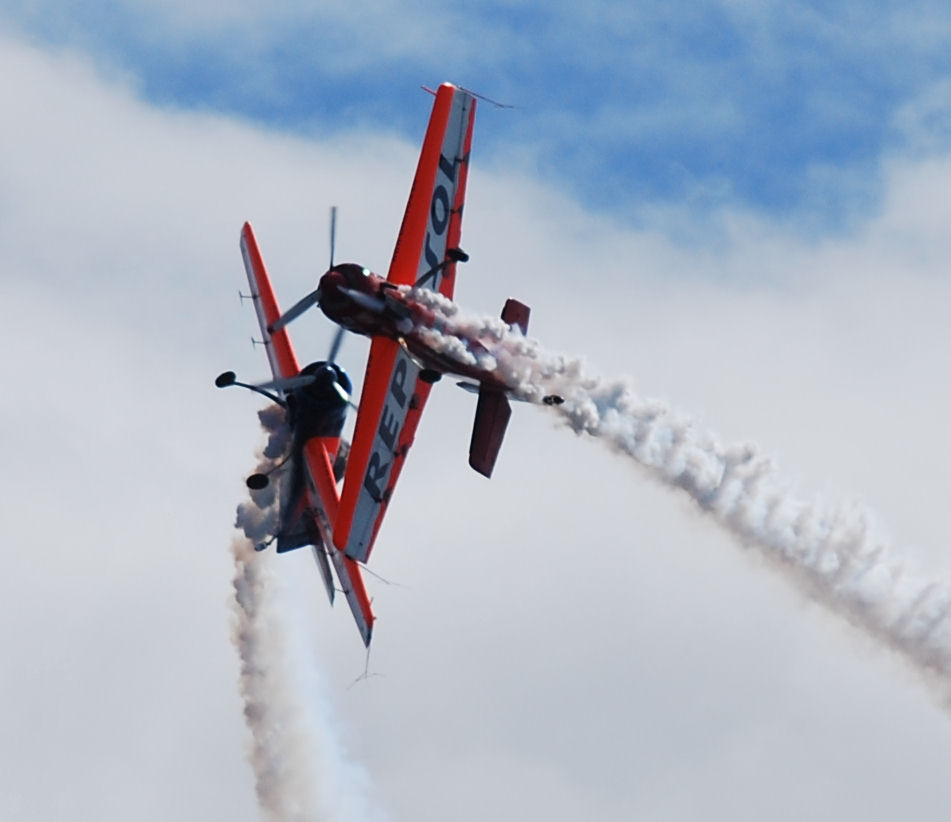
Suhoj Szu–29

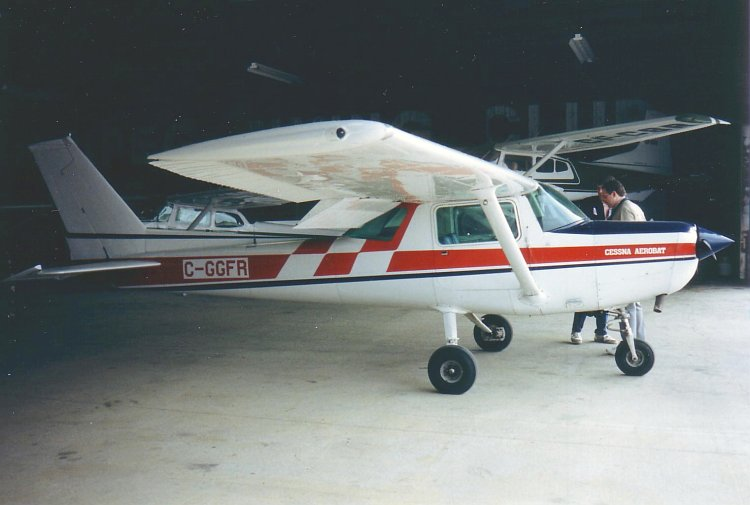
Cessna 152 Aerobat

A műrepülés, vagy aerobatika egyes légi járművek olyan mozgása vagy figurája, amelyeket a normál repülés során nem használnak, illetve gyakran olyan rendellenes repülési attitűdök és légsebességek, valamint speciális repülési manőverek, mint például az aerobatikus figurák bemutatása a nézők számára, ahol különböző ügyes mutatványokat, például átfordulásokat, dugóhúzókat, hirtelen manővereket hajtanak végre a repülőgéppel a levegőben. A műrepülés (aerobatika) különböző típusú repülőgépeken (repülőgép, helikopter, vitorlázó, siklóernyő) végezhető.
A műrepülés közbeni repülés szélesebb körű kísérleti képességeket igényel, és a repülőgépet nagyobb szerkezeti terhelésnek teszi ki, mint a normál repülés során. Néhány országban olyan szabályokat fogadtak el, amelyek szerint a pilóta köteles ejtőernyőt viselni a műrepülés elvégzése közben.
A műrepülőgépek két kategóriába: speciális aerobikus és aerobatikus képességű gépek közé sorolhatók.
A Pitts Special, az Extra 200 és a 300, valamint a Szuhoj Szu–26 és a Szuhoj Szu–29 szakosodott formatervezési minták célja a maximális aerobikus teljesítmény.
Alapvetőbb szinten a légi járművek, mint például a Cessna 152 Aerobat vagy az R2160 Acrobin, kettős célúak lehetnek, amelyek elsősorban az utasok és poggyászok szállítására szolgálnak, de képesek képesek az alapvető műrepülési számokra is.
A műrepülő (aerobatika) verseny egy olyan légi sport, amelyben a bírák repülés közben értékelik a pilóták készségeit. Műrepülésre mind a dugattyús, egymotoros repülőgépeket, mind a vitorlázógépeket is használják.

## A kezdetek
A repülés kezdetekor Orville és Wilbur Wright voltak akik elsőként tettek aerobatikus mozdulatokat, de az igazi aerobatikus úttörők az amerikai és európai haknizó pilóták voltak, akik az 1910-es és 1920-as években kiállításokon és vásárokon az unatkozó közönségnek egy repülő cirkusz részeként, szórakoztatás céljából használtak repülőgépet, a manővereket művészi okokból, vagy a nézők szórakoztatása céljából végezték. Bizonyos időkben pedig a manőverek egy része lehetővé tette, hogy a repülőgépek taktikai előnyt szerezzenek a légi harcok vagy a vadászgépek közötti harcok során.
Az akkori kor egyik nagyszerű showmanje egy amerikai pilóta, Lincoln Beachley volt, aki többek között „halálos zuhanás” mutatványával megdöbbentette a tömegeket, amikor 1500 métert zuhant kikapcsolt motorral, majd 1913-ban az orosz Pjotr Nyikolajevics Nyesztyerov feltalálta a hurkot, Lincoln Beachley-nek pedig Glenn Curtiss repülőgép-tervező készített gépéhez egy speciális síkot a manőverezéshez. Az első világháború után sok visszatérő harcos pilóta, aki aerobatikus manővereket használt a harcok elnyerése érdekében, második karrierként kezdte el a légi bemutatókat. Az első nemzetközi aerobatikai versenyt 1927-ben Zürichben tartották.
Az első magyar műrepülő Wéber Károly volt.

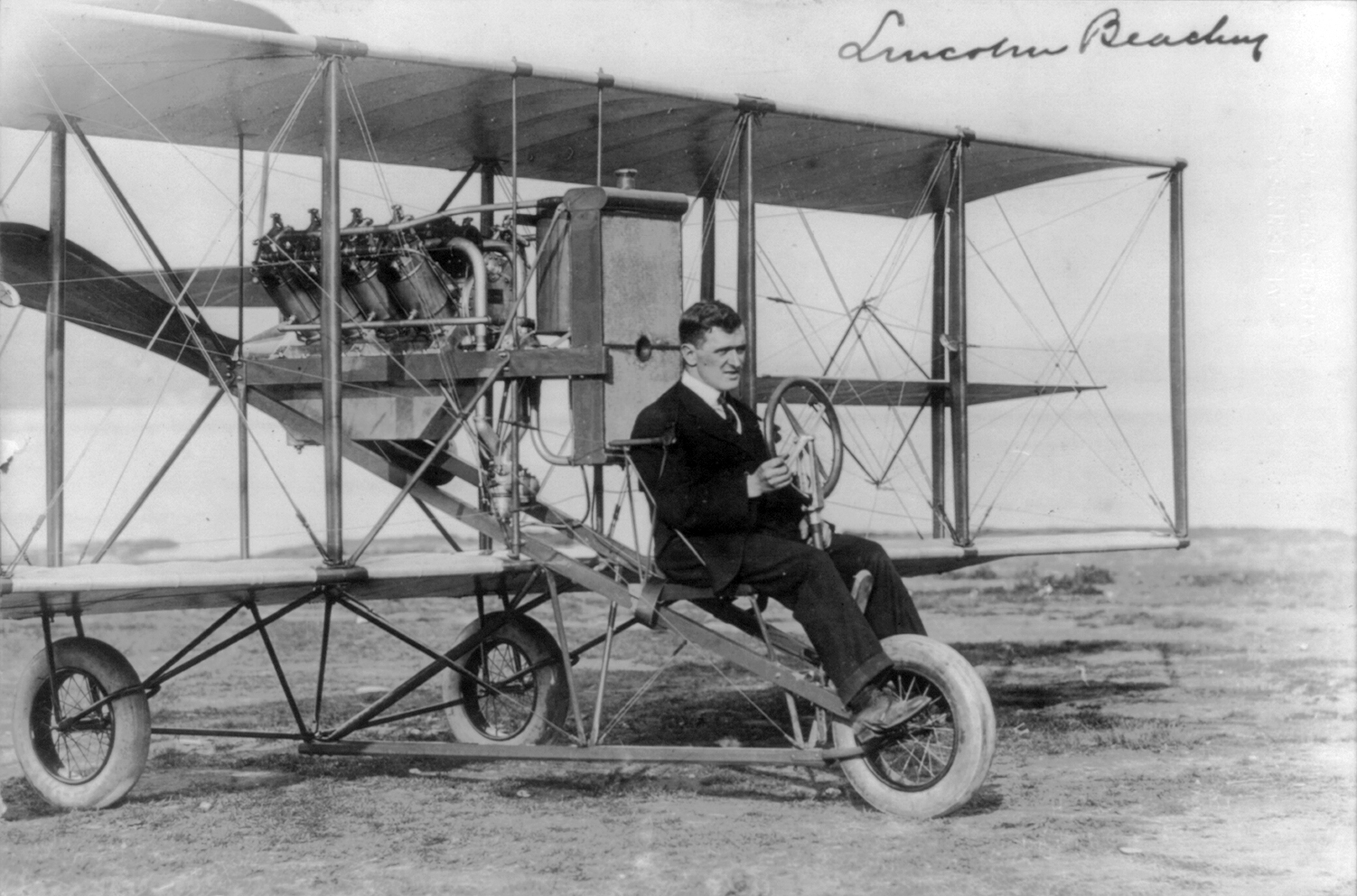
Lincoln Beachey